# هولندا في الألعاب البارالمبية الصيفية 2012
شاركت هولندا في الألعاب البارالمبية الصيفية لندن 2012, حيث اختتمت الدورة ب 39 ميدالية; 10 ذهبيات، 10 فضيات و19 برونزية. بهذه النتيجة إحتلت هولندا المرتبة العاشرة في الدورة.

## وصلات خارجية
- الموقع الرسمي لندن 2012